# رجینالد کراماک
رجینالد کراماک (انگلیسی: Reginald Crummack; ۱۶ فوریهٔ ۱۸۸۷ – ۲۵ اکتبر ۱۹۶۶) بازیکن هاکی روی چمن اهل بریتانیا بود.